# Sondage (exploration)
Pour les articles homonymes, voir Sondage.

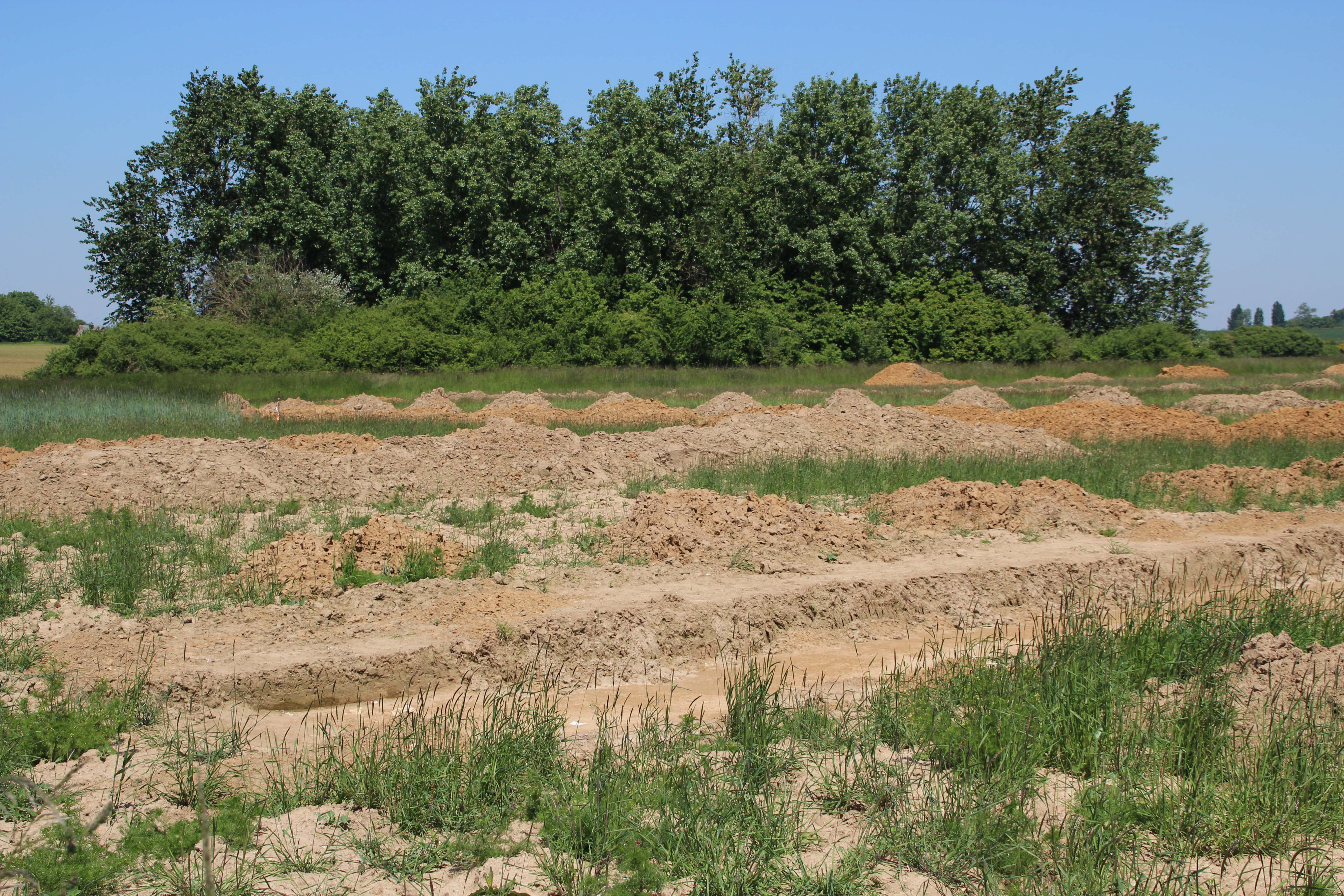
Exemple de sondages dans le cadre d'un diagnostic archéologique sur le plateau de Saclay en 2013.

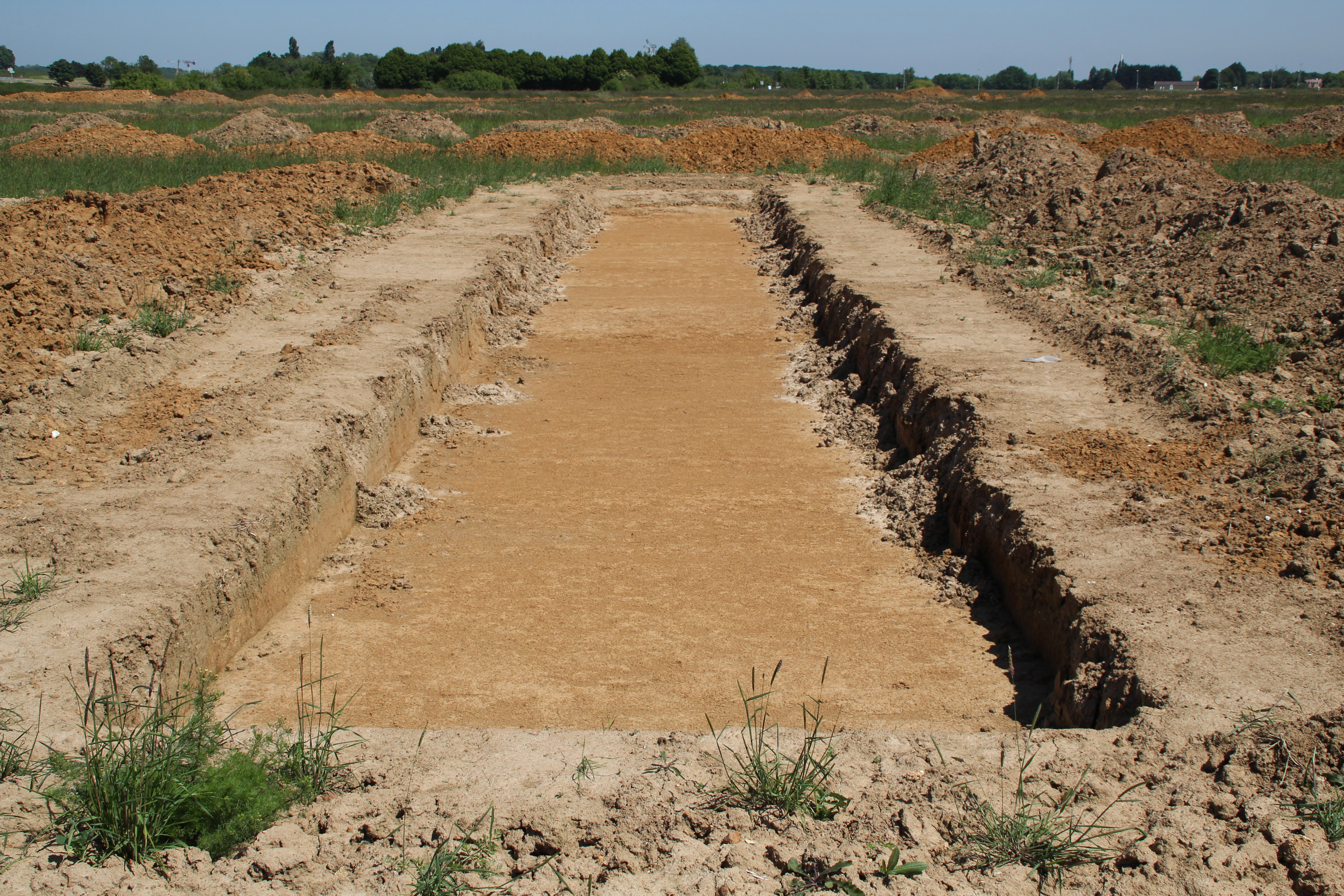
Vue d'une tranchée de sondage mécanique (a priori négative) sur le plateau de Saclay en 2013.

Le sondage en archéologie est une technique d'exploration locale d'un milieu particulier qui a pour but de détecter la présence d'éléments pertinents et exploitables sur un plan historique.

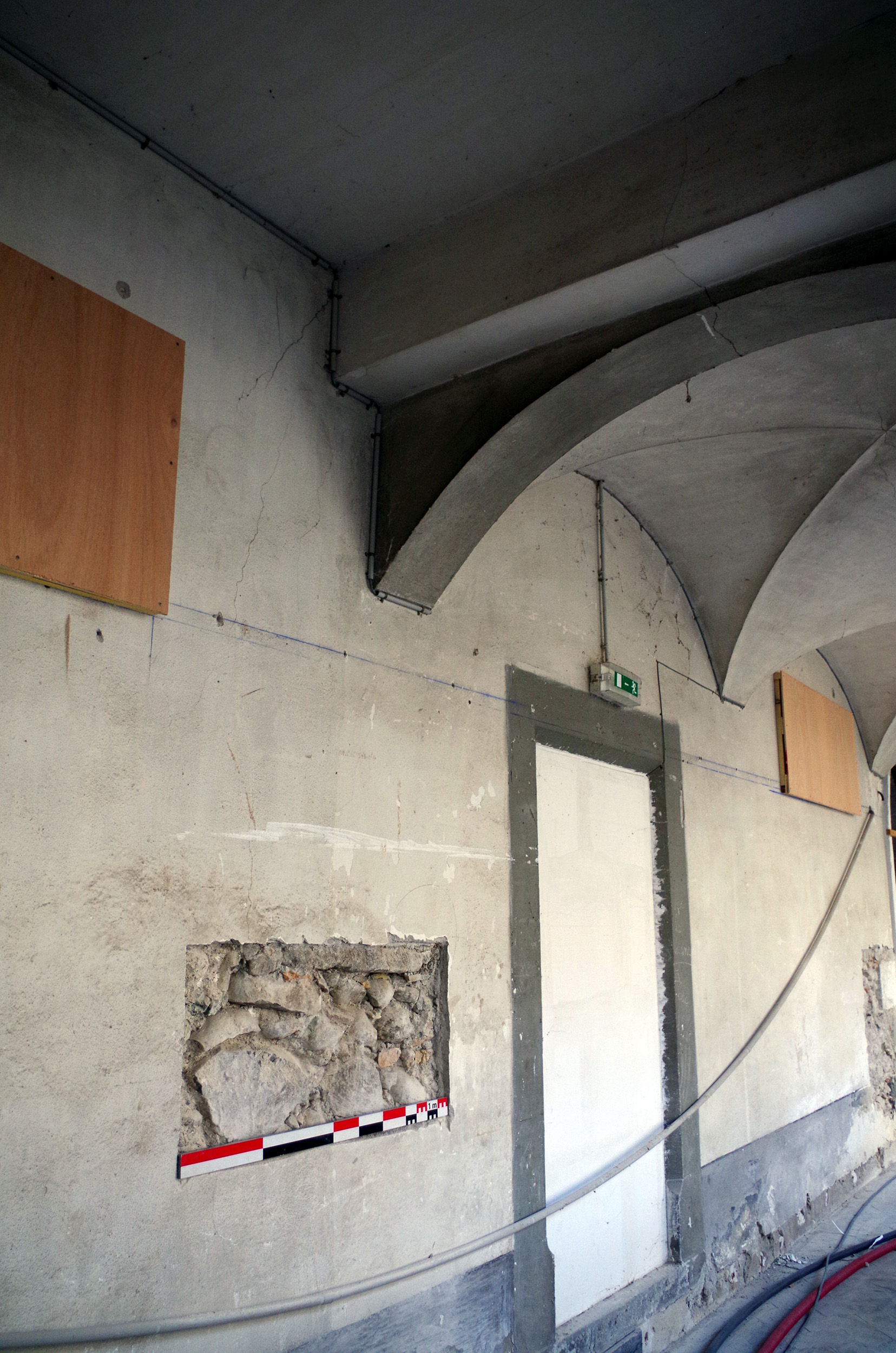
Exemple de sondage archéologique sous les enduits d'un parement en archéologie du bâti, au couvent de la Visitation de Thonon-les-Bains en 2016.

## Technique
Dans le cas de construction d'ouvrages (bâtiments, autoroutes, ...), des sondages sont effectués par enlèvement de sédiments par couches afin de rechercher des éléments potentiellement exploitables en archéologie. Dans l'archéologie du bâti, des sondages sont effectués dans les couches d'enduits successifs afin, par exemple, de mettre au jour des peintures murales et autres fresques.
La nature archéologique d'un site sera toujours confirmée par un sondage avant de l'exploiter. Ainsi en France, dans le cadre l'archéologie préventive, des diagnostics archéologiques sont menés sous forme sondages sur 5 à 10 % de la superficie concernée par le projet d'aménagement au moyen de pelles mécaniques. C'est en fonction des résultats de ces sondages qu'est ensuite prescrite ou non une fouille archéologique par le Service régional de l'archéologie.